# Гвардейское сельское поселение (Первомайский район)
Гвардейское се́льское поселе́ние (укр. Гвардійське сільське поселення, крымскотат. Акъчора кой юрту, Aqçora köy yurtu) — муниципальное образование в составе Первомайского района Республики Крым России.

## География
Поселение расположено на востоке района, в центральной части степного Крыма, у границы с Красногвардейским районом. Граничит на севере с Октябрьским, на западе с Гришинским и Сарыбашским и на юге с Черновским сельскими поселениями.
Площадь поселения 86,69 км².
Основная транспортная магистраль: 35Н-417 от шоссе Красноперекопск — Симферополь до Александровки (по украинской классификации — С-0-11033).

## Население
| 2001  | 2014  | 2015  | 2016  | 2017  | 2018  | 2019  |
| ----- | ----- | ----- | ----- | ----- | ----- | ----- |
| 2036  | ↘1384 | ↗1387 | ↘1357 | ↘1339 | ↘1324 | ↘1308 |
| 2020  | 2021  |       |       |       |       |       |
| ↘1277 | ↗1448 |       |       |       |       |       |

## Состав сельского поселения
Поселение включает 3 населённых пункта:
| № | Населённый пункт | Тип населённого пункта | Население на 2014 год |
| - | ---------------- | ---------------------- | --------------------- |
| 1 | Гвардейское      | село, центр            | ↘772                  |
| 2 | Братское         | село                   | ↘345                  |
| 3 | Еленовка         | село                   | ↘267                  |

## История
В начале 1920-х годах ещё в составе Курманского района был образован Акчоринский сельский совет (русский). 11 октября 1923 года, согласно постановлению ВЦИК, в административное деление Крымской АССР были внесены изменения, в результате которых был ликвидирован Курманский район и село включили в состав Джанкойского.
По данным Всесоюзной переписи 17 декабря 1926 года, сельсовет включал 26 населённых пунктов с населением 2280 человек:
Постановлением ВЦИК РСФСР от 30 октября 1930 года был создан Фрайдорфский еврейский национальный район (переименованный указом Президиума Верховного Совета РСФСР № 621/6 от 14 декабря 1944 года в Новосёловский) (по другим данным 15 сентября 1931 года) и совет включили в его состав, а после разукрупнения в 1935-м и образования также еврейского национального Лариндорфского (с 1944 — Первомайский), сельсовет переподчинили новому району.
Указом Президиума от 21 августа 1945 года Акчоринский сельсовет был переименован в Гвардейский сельский совет. С 25 июня 1946 года сельсовет в составе Крымской области РСФСР. 24 декабря 1952 года Максимовский преобразован в Ручьёвский. 26 апреля 1954 года Крымская область была передана из состава РСФСР в состав УССР. На 15 июня 1960 года в составе совета числились населённые пункты:

| - Братское - Бугристое | - Гвардейское - Даниловка | - Еленовка - Краснодарка | - Челюскинец |

Указом Президиума Верховного Совета УССР «Об укрупнении сельских районов Крымской области», от 30 декабря 1962 года был упразднён Первомайский район и совет присоединили к Красноперекопскому. 8 декабря 1966 года был восстановлен Первомайский район и село вернули в его состав. К 1968 году были ликвидированы Бугристое и Даниловка, Краснодарка и Челюскинец переданы в Красногвардейский район, а сам совет упразднён и включён в состав Октябрьского сельсовета. К 1 января 1977 года сельсовет был восстановлен в современном составе
С 12 февраля 1991 года сельсовет в восстановленной Крымской АССР, 26 февраля 1992 года переименованной в Автономную Республику Крым. По Всеукраинской переписи 2001 года население совета составило 2036 человек. С 21 марта 2014 года в составе Крыма аннексировано Россией. Законом «Об установлении границ муниципальных образований и статусе муниципальных образований в Республике Крым» от 4 июня 2014 года территория административной единицы была объявлена муниципальным образованием со статусом сельского поселения.